# Carat (pureté)
Pour les articles homonymes, voir Carat.
Le carat (abrégé « ct » en français, certains bijoutiers le notent « k » ou « kt » à l'instar de l'usage allemand ou anglo-saxon) est, en bijouterie, une mesure de pureté de métaux précieux tels que l'or. Dans ce contexte, un carat représente 1/24 de la masse totale d'un alliage (à ne pas confondre avec le carat des joailliers).
Par exemple, de l'or à 15 carats signifie que dans 24 parts d'alliage, on trouve 15 parts d'or pur. Pour le même exemple, de l'or 24 carats est de l'or pur. 
Depuis 1995, plusieurs pays européens dont la France utilisent désormais le titre au millième au lieu du carat pour les métaux précieux.

## Terminologie
Le substantif masculin,, ‹ carat › (prononcé : [kaʀa]) est emprunté,, par l'intermédiaire de l'italien carato, du latin médiéval caratus, à l'arabe قيراط / qīrāṭ (« graine de caroubier ; petit poids (24e partie du denier à La Mecque ; 20e partie en Iraq) »), lui-même emprunté au grec ancien κεράτιον (« caroube ; petit poids »).
L'usage de ‹ carat › pour exprimer le titre de l'or en 24es parties d'or fin résulterait de ce que le sou d'or du Bas-Empire romain pesait 24 carats.
À noter que les Allemands et les Anglo-saxons utilisent l'orthographe karat, orthographe qui a d'ailleurs été utilisée en France au cours du XIXe siècle y compris dans les textes officiels. Par exemple, l'article 2 du décret du 8 juin 1884 relatif au poinçon de maître pentagonal destiné à être apposé sur les ouvrages d'orfèvrerie d'exportation, dispose que : « l'indication du titre de l'alliage sera gravée en chiffres dans la partie inférieure (du poinçon). Elle pourra être exprimée, soit en millièmes, soit en karats, suivant les exigences du commerce d'exportation, sous la condition que le nombre indiquant les karats sera suivi d'un K et que celui désignant des millièmes sera suivi d'un M. »

## Présentation
L'or ayant une masse molaire supérieure à celle des éléments avec lesquels il est généralement allié (l'argent et le cuivre par exemple), le pourcentage atomique d'or, c'est-à-dire le nombre d'atomes d'or pour cent atomes d'alliage, est inférieur au pourcentage massique d'or. Ainsi, un jonc en or 18 carats de 24 g contient 18 g d'or pur, mais moins de 75 % des atomes constitutifs sont des atomes d'or.
De plus, suivant la nature et la proportion relative des éléments secondaires, différents alliages d'or ayant un même nombre de carats peuvent présenter des pourcentages atomiques d'or différents. Quelques pourcentages massiques :
| Carats | 24    | 22    | 20    | 18    | 16    | 14    | 12    | 10    | 8     | 6     | 4     | 2    |
| % or   | 99,99 | 91,67 | 83,34 | 75,01 | 66,68 | 58,35 | 50,02 | 41,69 | 33,34 | 25,01 | 16,67 | 8,33 |

Il est possible de purifier l'or jusqu'à un degré de pureté appelé « 5-9 », pur à 99,999 %, grâce au procédé Wohlwill. La Monnaie royale canadienne a créé la plus grande pièce d'investissement au monde, une pièce de 100 kg d'une valeur nominale d'un million de dollars canadiens, fabriquée entièrement en or 5-9. En France, la pièce de cent euros (la Semeuse cinétique de Joaquin Jimenez) est en or 5-9.
En France, le titre au millième remplace le carat depuis 1995.

## Sens figuré
En littérature, on trouve l'expression « il est fou à vingt quatre carats », c'est-à-dire au suprême degré ou à l'état pur. Jean de la Fontaine, dans sa fable les Devineresses, dit au dix-neuvième vers « ignorante à vingt trois carats » c'est-à-dire presque totalement ignorante.